# Aizawl (Distrikt)

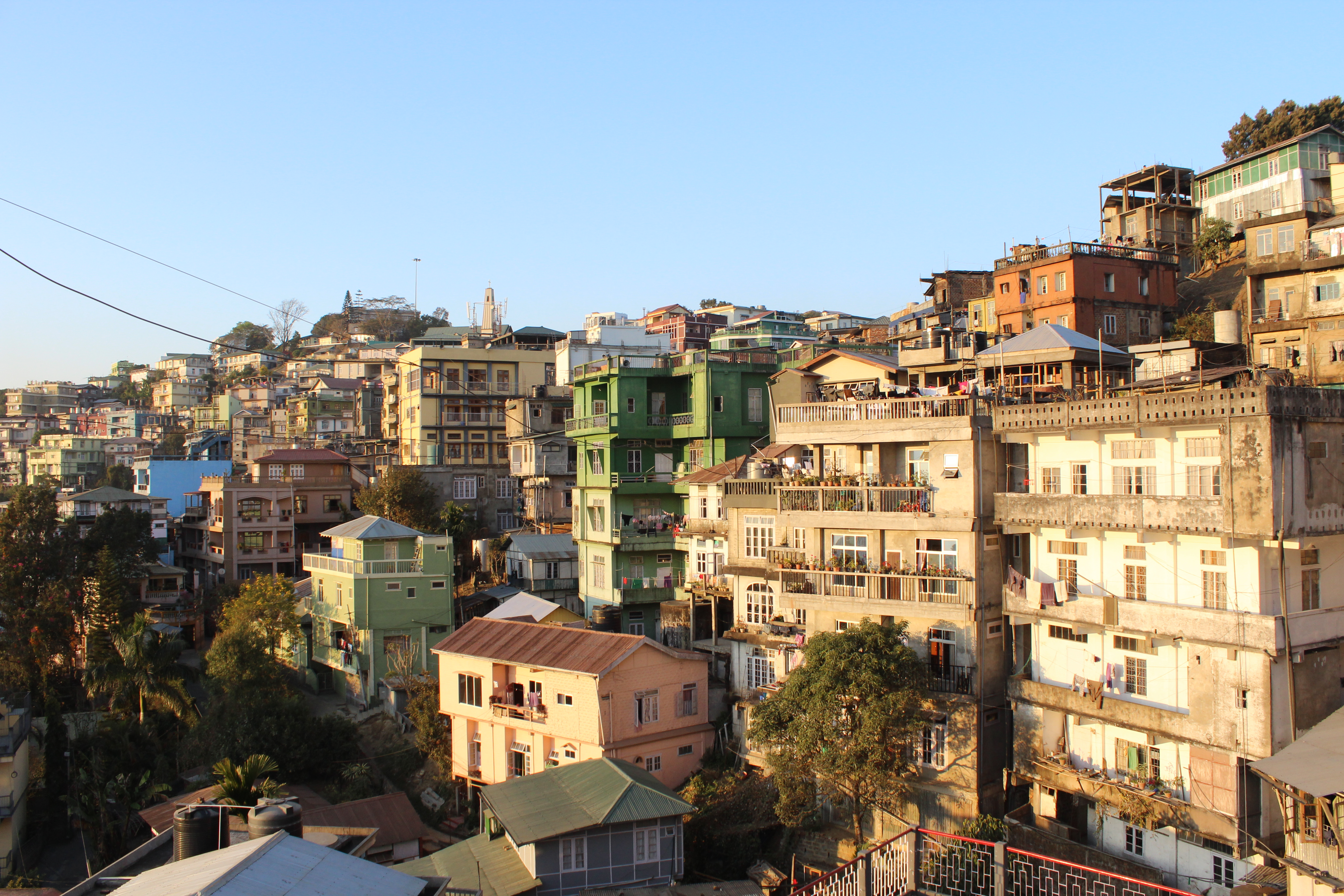
Stadt Aizawl

Der Distrikt Aizawl ist ein Distrikt im indischen Bundesstaat Mizoram. Verwaltungssitz ist die gleichnamige Stadt Aizawl.

## Geografie
Der Distrikt Aizawl liegt im Norden Mizorams an der Grenze zu den indischen Bundesstaaten Assam und Manipur. Die Fläche des Distrikts beträgt 3576 Quadratkilometer. Nachbardistrikte sind Champhai im Osten, Serchhip im Süden, Lunglei im Südwesten sowie Mamit und Kolasib im Westen. Im Norden grenzt der Distrikt an Assam und im Nordosten an Manipur.

## Geschichte
Im späten 19. Jahrhundert eroberten die Briten die Region und das Gebiet wurde ein Teil von Assam. Im Zweiten Weltkrieg lag er nahe der Front zwischen Briten und Japanern. Nach der indischen Unabhängigkeit vollzog Assam 1949 den Anschluss an Indien. Später wurde Assam in verschiedene Bundesstaaten aufgesplittert und das Gebiet ein Teil des neuen Bundesstaats Mizoram. Der Distrikt gehörte bis 1976 zum Distrikt Mizo. Dieser wurde dann in die drei neuen Distrikte Aizawl, Chhimtuipui und Lunglei aufgespalten. Im Jahr 1999 wurde der damalige Distrikt Aizawl in die neuen Distrikte Aizawl, Champhai, Kolasib, Mamit und Serchhip aufgeteilt. Seither ist der Gebietsstand unverändert geblieben.

## Bevölkerung
Nach der Volkszählung 2011 hat der Distrikt Aizawl 400.309 Einwohner. Bei 112 Einwohnern pro Quadratkilometer ist der Distrikt dicht besiedelt. Der Distrikt ist überwiegend städtisch geprägt. Von den 400.309 Bewohnern wohnen 85.555 Personen (21,37 %) in Landgemeinden und 314.754 Menschen in städtischen Gebieten.
Der Distrikt Aizawl gehört zu den Gebieten Indiens, die fast gänzlich von Angehörigen der „Stammesbevölkerung“ (scheduled tribes) besiedelt sind. Zu ihnen gehörten (2011) 373.542 Personen (93,31 Prozent der Distriktsbevölkerung). Zu den Dalit (scheduled castes) gehörten 2011 627 Menschen (0,16 Prozent der Distriktsbevölkerung).

### Bevölkerungsentwicklung
Wie überall in Indien wächst die Einwohnerzahl im Distrikt Aizawl seit Jahrzehnten stark an. Die Zunahme betrug in den Jahren 2001–2011 fast 23 Prozent (22,92 %). In diesen zehn Jahren nahm die Bevölkerung um beinahe 75.000 Menschen zu. Die Entwicklung verdeutlicht folgende Tabelle:

### Bedeutende Orte
Im Distrikt gibt es mit dem Distrikthauptort Aizawl nur eine einzige städtische Siedlung. Statistisch gesehen gelten allerdings die drei Siedlungen Darlawn, Sairang und Saitual auch als Städte (census towns).

### Bevölkerung des Distrikts nach Geschlecht
Der Distrikt hatte – für Indien üblich – mehr männliche als weibliche Einwohner. Zwischen 1971 und 1991 hat sich der Anteil der Männer stark erhöht. Doch sinkt er nun wieder und die Anteile beider Geschlechter liegen bei nahezu 50 %. Mit einer für Indien ungewöhnlichen Überzahl der weiblichen Bevölkerung.
| Verteilung der Bevölkerung nach Geschlecht im Distrikt Aizawl |                   |                   |                   |                   |                   |                   |                   |                   |                   |                   |
|                                                               | Volkszählung 1971 | Volkszählung 1971 | Volkszählung 1981 | Volkszählung 1981 | Volkszählung 1991 | Volkszählung 1991 | Volkszählung 2001 | Volkszählung 2001 | Volkszählung 2011 | Volkszählung 2011 |
| Anzahl                                                        | Anteil            | Anzahl            | Anteil            | Anzahl            | Anteil            | Anzahl            | Anteil            | Anzahl            | Anteil            |                   |
| GESAMT                                                        | 88.298            | 100 %             | 148.607           | 100 %             | 235.879           | 100 %             | 325.676           | 100 %             | 400.309           | 100 %             |
| Männer                                                        | 45.189            | 51,18 %           | 77.361            | 52,06 %           | 122.940           | 52,12 %           | 166.877           | 51,24 %           | 199.270           | 49,78 %           |
| Frauen                                                        | 43.109            | 48,82 %           | 71.246            | 47,94 %           | 112.939           | 47,88 %           | 158.799           | 48,76 %           | 201.039           | 50,22 %           |

### Bevölkerung des Distrikts nach Sprachen
Eine deutliche Mehrheit der Bevölkerung des Distrikts Aizawl spricht eine tibetobirmanische Sprache. Auf die Hauptsprache Lushai entfallen über 90 Prozent. Wenige Prozente der Einwohnerschaft – meist aus anderen Regionen zugewanderte Personen – sprechen eine andere Sprache. Meistgesprochene dieser Sprachen sind Bengali, Hindi und Nepali. Alle von mehr als 1000 Personen gesprochene Sprachen zeigt die folgende Tabelle:
| Jahr                                   | Lushai  | Lushai | Hmar   | Hmar | Nepali | Nepali | Bengali | Bengali | Paite | Paite | Hindi | Hindi | Meitei | Meitei | Gesamt  | Gesamt   |
| Jahr                                   | Zahl    | %      | Zahl   | %    | Zahl   | %      | Zahl    | %       | Zahl  | %     | Zahl  | %     | Zahl   | %      | Zahl    | %        |
| -------------------------------------- | ------- | ------ | ------ | ---- | ------ | ------ | ------- | ------- | ----- | ----- | ----- | ----- | ------ | ------ | ------- | -------- |
| 2011                                   | 361.507 | 90,31  | 11.050 | 2,76 | 6052   | 1,51   | 5375    | 1,34    | 4160  | 1,04  | 3528  | 0,88  | 1323   | 0,33   | 400.309 | 100,00 % |
| Quelle: Ergebnis der Volkszählung 2011 |         |        |        |      |        |        |         |         |       |       |       |       |        |        |         |          |

### Bevölkerung des Distrikts nach Bekenntnissen
Die Bewohner sind in den letzten 100 Jahren fast gänzlich zum Christentum übergetreten. Die bedeutendsten Gemeinschaften innerhalb des Christentums sind die Presbyterianer (Reformierte), Baptisten und Katholiken. Die Hindus und Muslime bilden kleinere religiöse Minderheiten und sind hauptsächlich Zugewanderte aus anderen Regionen Indiens und aus Bangladesch. Die genaue religiöse Zusammensetzung der Bevölkerung zeigt folgende Tabelle:
| Jahr                                   | Buddhisten | Buddhisten | Christen | Christen | Hindus | Hindus | Jainas | Jainas | Muslime | Muslime | Sikhs | Sikhs | Andere | Andere | keine Angaben | keine Angaben | Gesamt  | Gesamt   |
| Jahr                                   | Zahl       | %          | Zahl     | %        | Zahl   | %      | Zahl   | %      | Zahl    | %       | Zahl  | %     | Zahl   | %      | Zahl          | %             | Zahl    | %        |
| -------------------------------------- | ---------- | ---------- | -------- | -------- | ------ | ------ | ------ | ------ | ------- | ------- | ----- | ----- | ------ | ------ | ------------- | ------------- | ------- | -------- |
| 2011                                   | 1570       | 0,39       | 379.134  | 94,71    | 13.249 | 3,31   | 76     | 0,02   | 5264    | 1,31    | 105   | 0,03  | 505    | 0,13   | 406           | 0,10          | 400.309 | 100,00 % |
| Quelle: Ergebnis der Volkszählung 2011 |            |            |          |          |        |        |        |        |         |         |       |       |        |        |               |               |         |          |

## Bildung
Dank bedeutender Anstrengungen ist das Ziel der vollständigen Alphabetisierung fast erreicht. Erstaunlich für indische Verhältnisse sind die geringen Unterschiede zwischen den Geschlechtern und der Stadt-/Landbevölkerung. Die Alphabetisierung liegt weit über dem indischen Schnitt.
| Alphabetisierung im Distrikt Aizawl    |                   |                   |
| Einheit                                | Volkszählung 2011 | Volkszählung 2011 |
| Einheit                                | Anzahl            | Anteil            |
| GESAMT                                 | 340.595           | 97,89 %           |
| Männer                                 | 169.547           | 98,11 %           |
| Frauen                                 | 171.048           | 97,67 %           |
| STADT GESAMT                           | 270.820           | 98,27 %           |
| Stadt-Männer                           | 133.633           | 98,44 %           |
| Stadt-Frauen                           | 137.187           | 98,11 %           |
| LAND GESAMT                            | 69.775            | 96,40 %           |
| Land-Männer                            | 35.914            | 96,89 %           |
| Land-Frauen                            | 33.861            | 95,90 %           |
| Quelle: Ergebnis der Volkszählung 2011 |                   |                   |

## Verwaltung
Der Distrikt war bei der letzten Volkszählung 2011 in fünf Sub-Divisions (C.D. Blocks) aufgeteilt.:
| Bevölkerung in den Sub-Divisions |        |         |         |         |         |         |                     |                     |                |                |
|                                  | Aibawk | Aibawk  | Darlawn | Darlawn | Phullen | Phullen | Thingsulthliah Part | Thingsulthliah Part | Tlangnuam Part | Tlangnuam Part |
| Anzahl                           | Anteil | Anzahl  | Anteil  | Anzahl  | Anteil  | Anzahl  | Anteil              | Anzahl              | Anteil         |                |
| GESAMT                           | 17.128 | 100 %   | 26.048  | 100 %   | 13.303  | 100 %   | 32.099              | 100 %               | 311.731        | 100 %          |
| Männer                           | 8758   | 51,13 % | 13.377  | 51,36 % | 6767    | 50,87 % | 16.098              | 50,15 %             | 154.270        | 49,49 %        |
| Frauen                           | 8370   | 48,87 % | 12.671  | 48,64 % | 6536    | 49,13 % | 16.001              | 49,85 %             | 157.461        | 50,51 %        |
| Stadt                            | 0      | 0 %     | 3769    | 14,47 % | 0       | 0 %     | 11.619              | 36,20 %             | 299.366        | 96,03 %        |
| Land                             | 17.128 | 100 %   | 22.279  | 85,53 % | 13.303  | 100 %   | 20.480              | 63,80 %             | 12.365         | 3,97 %         |

## Verkehr
Der Flughafen Lengpui Airport befindet sich in Aizawl.